# جورجيو جان
جورجيو جان (بالألمانية: Georg Jan)‏ (و. 1791 – 1866 م) هو عالم نبات، وعالم حيواني، وعالم حشرات من النمسا . ولد في فيينا.
وكان عضو في الأكاديمية الألمانية للعلوم ليوبولدينا .
توفي في ميلانو ، عن عمر يناهز 75 عاماً.

## مناصب وهيئات
أدار جامعة بارما.